# Marco Pierre White

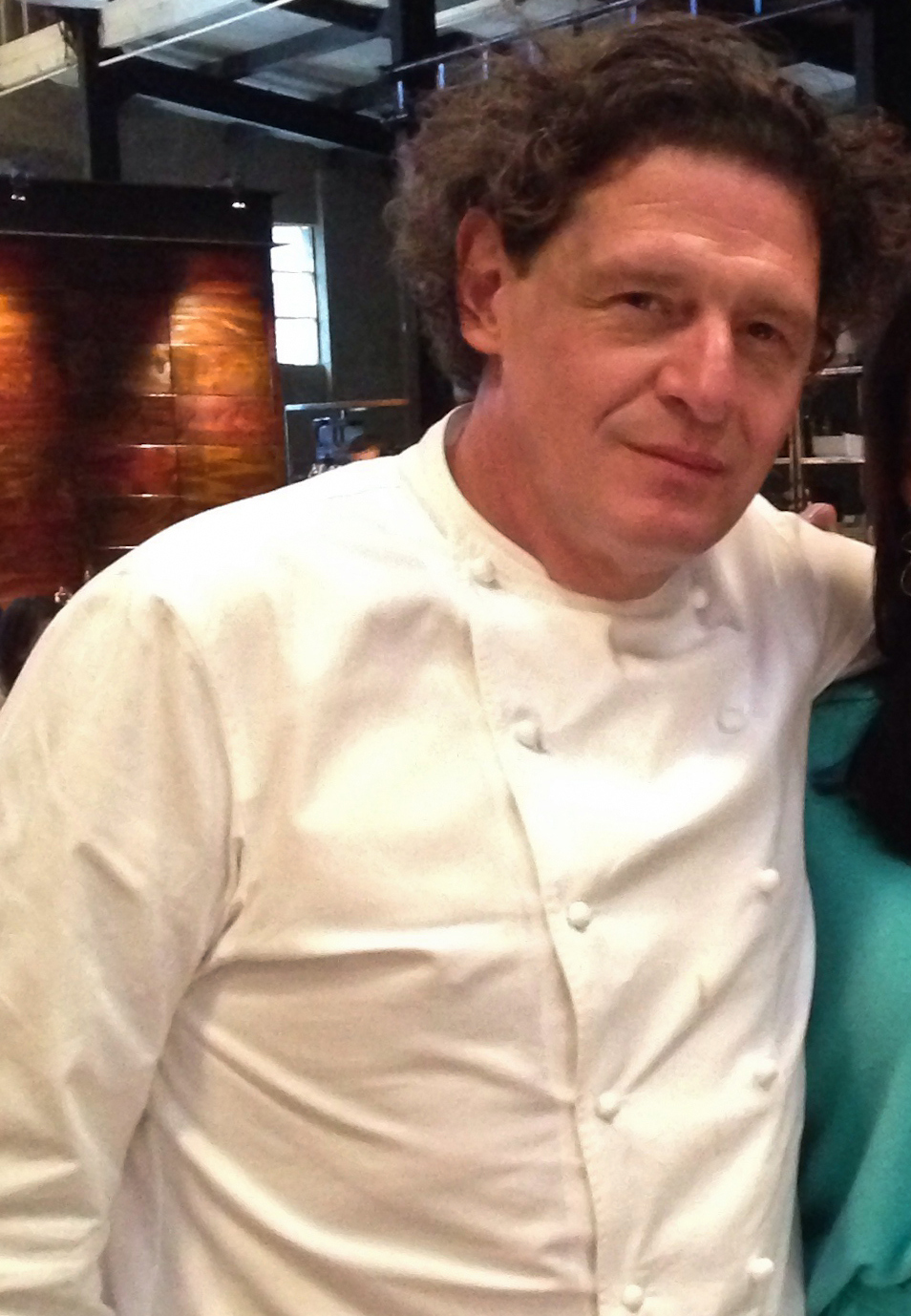
Marco Pierre White (2012)

Marco Pierre White (* 11. Dezember 1961 in Leeds, West Riding of Yorkshire, England) ist ein britischer Koch, Fernsehkoch und Autor.

## Leben
Er ging an die Allerton High School in seinem Heimatsort und begann dann als Koch in The Hotel St. George in Harrogate. Mit 16 Jahren ging er nach London, wo er im Le Gavroch arbeitete.
Mit 24 Jahren wurde er Chefkoch im Harveys. 1994 wurde sein Restaurant Marco Pierre White mit drei Michelin-Sternen ausgezeichnet und war mit 32 Jahren der erste britische Drei-Sterne-Koch und der seinerzeit jüngste Küchenchef mit dieser Auszeichnung.
Im Dezember 1999 zog er sich von der Sterneküche zurück und bat darum, nicht mehr im Führer aufgeführt zu werden. White sagte dazu: 

„Ich wurde von Leuten beurteilt, die weniger Wissen hatten als ich, was war es also wirklich wert? Ich habe den Michelin-Inspektoren zu viel Respekt entgegengebracht und mich selbst herabgesetzt. Ich hatte drei Möglichkeiten: Ich konnte ein Gefangener meiner Welt sein und weiterhin sechs Tage die Woche arbeiten, ich konnte eine Lüge leben und hohe Preise verlangen und nicht hinter dem Herd stehen oder ich konnte meine Sterne zurückgeben, Zeit mit meinen Kindern verbringen und mich neu erfinden.“

Er wurde breiter bekannt für seine Auftritte in The Devil in the Kitchen, Masterchef Australia: The Professionals und Hell’s Kitchen. White gehören die Restaurants Harveys, Les Saveurs, L'Escargot, Mirabelle, The Restaurant Marco Pierre White und Titanic.
Nach dem Rückzug aus der Fernsehbranche eröffnete er das Hotel und Restaurant The Rudloe in Corsham in der Nähe von Bath.

## Filmografie
- 2016–2018: The Restaurant
- 2017: Hell’s Kitchen Australia
- 2016: Tipping Point: Lucky Stars
- 2011–2016: MasterChef Australia
- 2016: Battlechefs
- 2013: Masterchef Australia: The Professionals
- 2012: The Project
- 2010–2012: The Wright Stuff
- 2011: Celebrity Big Brother
- 2010: Loose Women
- 2009: A Night of Heroes: The Sun Military Awards
- 2009: Xposé
- 2009: Live from Studio Five
- 2009: Chris Moyles Quiz Night
- 2009: The Chopping Block
- 2007–2009: Hell's Kitchen
- 2009: Late Night with Jimmy Fallon
- 2008: Anthony Bourdain: No Reservations
- 2007: The Big Fat Quiz of the Year
- 2006: Richard & Judy
- 2004: The Rise of the Celebrity Class
- 2001: tvSSFBM EHKL
- 2000: Gordon Ramsay: Beyond Boiling Point

## Bibliografie (Auswahl)
- The Devil in the Kitchen: Sex, Pain, Madness and the Making of a Great Chef, Bloomsbury, ISBN 9781596914971.
- White Heat: 25th Anniversary Edition, Mitchell Beazley, ISBN 9781784720001.
- Marco Pierre White: The Devil in the Kitchen: The Autobiography. Orion, London 2007, ISBN 978-0-7528-8161-4 (englisch).